# Te Deum
Te Deum laudamus (pol. Ciebie Boga wysławiamy) – hymn wczesnochrześcijański, którego autorstwo tradycja przypisuje świętemu Ambrożemu i świętemu Augustynowi.

## Historia
Według teorii wskazującej na autorstwo św. Ambrożego i św. Augustyna pieśń została napisana z okazji chrztu Augustyna, którego udzielił mu w 387 roku Ambroży. Współcześni badacze wątpią w prawdziwość tej hipotezy; przypisując raczej autorstwo hymnu Nicetasowi, biskupowi Remesiany (obecnie Bela Palanka w Serbii).
Niektórzy badacze uważają, że pieśń ta powstała z połączenia dwóch (lub więcej) wcześniejszych hymnów: jednego do Boga Ojca oraz drugiego do Boga Syna. Według tego schematu drugi z tych hymnów rozpoczyna się frazą Tu rex gloriae, Christe. Z kolei końcowe zwrotki hymnu (od wersu Salvum fac populum tuum) są wyborem wersetów z Księgi Psalmów dodawanych kolejno do oryginalnego tekstu.

### Te Deummilenijne (polskie)
Milenijne Te Deum zaczęło oficjalnie funkcjonować w Kościele katolickim w Polsce 10 lutego 1966 roku, kiedy zostało zatwierdzone przez 91. Konferencję Episkopatu Polski jako obowiązująca wersja polskiego hymnu Te Deum. Kompozycja ta zwyciężyła w rozpisanym w 1964 roku przez Komisję Liturgiczną KEP konkursie na melodię polskiego Te Deum. Od tej pory towarzyszy liturgii podniosłych uroczystości kościelnych.

#### Tekst
Tłumaczem tekstu jest ks. Tadeusz Karyłowski, który ukończył pracę nad tłumaczeniami hymnów kościelnych w roku 1931. W tłumaczeniu Te Deum autor odszedł od dosłowności na rzecz formy poetyckiej, zbliżając się do parafrazy. W przekładzie Te Deum zastosował wiersz sylabotoniczny. Każdy wers czterowierszowej strofy to tetrapodia trocheiczna. Autor zastosował w każdej strofie dokładne rymy żeńskie w układzie krzyżowym. Wyboru tej wersji polskiego tłumaczenia dokonała Komisja Maryjna Episkopatu Polski.

#### Melodia
Kompozycję melodii do milenijnego Te Deum przypisywano salezjaninowi Antoniemu Chlondowskiemu. Jego nazwisko zostało dopisane do utworu przez salezjanina Idziego Ogiermana Mańskiego w celu zwiększenia jego popularności. Efekty analizy muzykologicznej oraz badania biografii artystycznych domniemanych twórców wskazały w 1998 roku jako kompozytora melodii Te Deum Franciszka Wesołowskiego, co zostało przez niego potwierdzone w relacji okoliczności powstania utworu w 1948 roku. Jego Te Deum opublikowane zostało w 1957 roku w dwumiesięczniku „Biblioteka Organisty” nr 2-3 (1957), s. 1–6. Wesołowski jednak nie zdawał sobie sprawy, że w swojej kompozycji wykorzystał melodię pochodzącej sprzed 1912 roku chóralnej kompozycji Józefa Furmanika. Hymn Te Deum na czterogłosowy chór mieszany i męski stanowił część opublikowanej w 1947 roku Jutrzni na uroczystość Zmartwychwstania Pańskiego Furmanika, który Wesołowski usłyszał przed II wojną światową. Pierwsza część melodii hymnu jest autorstwa Wesołowskiego, a druga – Furmanika.

### Te Deumśląskie
Na Śląsku śpiewa się hymn Ciebie, Boże wielbimy, oparty na wiedeńskiej melodii z 1776 r. W zależności od tradycji regionu wykonywane jest w metrum 3/4 (3/8) lub 4/4. W krajach niemieckojęzycznych podobny hymn znany jest jako Großer Gott, wir loben dich, w Czechach – Bože, chválíme Tebe, na Słowacji – Teba Bože chválime.

## Budowa
W hymnie powielany jest zarys strukturalny wyznania wiary – rozpoczynając od wezwania Boga, hymn wychwala wszystkich tych, którzy Go wielbią i czczą, począwszy od hierarchicznie uporządkowanych istot niebieskich, poprzez chrześcijan będących już w niebie, aż po Kościół rozproszony po całym świecie. Następnie wspomina narodzenie, męczeństwo i zmartwychwstanie Chrystusa, po czym ponawia modlitwę zarówno całego Kościoła, jak i każdego wiernego z osobna, prosząc o przebaczenie grzechów, obronę przed pokusami, wyrażając nadzieję na zjednoczenie się ze Zbawicielem.

## Zastosowanie hymnu
Hymn jest od stuleci stale używany w liturgii Kościoła katolickiego.
Hymn jest śpiewany przy szczególnych okazjach, np. po wyborze papieża, podczas święceń kapłańskich czy sakry biskupiej, na zakończenie soborów i synodów, podczas uroczystości beatyfikacyjnych i kanonizacyjnych, a także w czasie różnych obchodów liturgicznych, np. podczas mszy rezurekcyjnej, na zakończnie procesji (np. w uroczystość Bożego Ciała) czy po błogosławieństwie w dniu udzielenia dzieciom Pierwszej Komunii.
Hymn jest używany także w liturgii godzin. Jest śpiewany bądź odmawiany w ramach Godziny Czytań w dni Oktawy Bożego Narodzenia i Wielkanocy, w niedziele (poza okresem Wielkiego Postu) oraz w uroczystości i święta. Następuje po drugim czytaniu i jego responsorium. Używany bywa także w Wigilie niedziel, uroczystości i świąt. Papież w bazylice św. Piotra intonuje Te Deum po nieszporach na zakończenie roku, podobnie jest w kościołach całego świata.
Śląskie Te Deum wykonywane jest częściej, także podczas mniejszych uroczystości.
Te Deum stało się hymnem dziękczynnym także w różnych okolicznościach pozaliturgicznych, które miały jednak wymiar religijny, np. podczas koronacji królewskich (przykładem może być Te Deum Laudamus Karola Kurpińskiego na głos solo, chór i orkiestrę, napisane na koronację cara Mikołaja I na króla Polski w 1829 roku), z okazji urodzin w rodzinach królewskich (Dzień po narodzinach Oskara Bernadotte, księcia Skanii odbyło się nabożeństwo Te Deum z okazji jego przyjścia na świat w roku 2016), zwycięstw (Dettingen Te Deum D-dur (HWV 283, ChA 25, HHA III/13) Georga Friedricha Händla napisana w 1743 roku z okazji zwycięstwa wojsk angielskich nad francuskimi w bitwie pod Dettingen) czy podpisania traktatów pokojowych (np. z okazji pokoju w Utrechcie Georg Friedrich Händel skomponował uroczyste Te Deum).
Hymn bywa także wykonywany w czasie uroczystości świeckich, np. w Lublinie 30 czerwca 2019 roku, na schodach przed Zamkiem Lubelskim odbyło się wydarzenie upamiętniające 450 rocznicę zawarcia Unii Lubelskiej: „Cały Lublin śpiewa Te Deum”.

## Odpust zupełny za publiczne odmówienie hymnu
Kościół Katolicki przyznaje odpust zupełny pod zwykłymi warunkami za publiczne odmówienie hymnu Te Deum (Ciebie, Boga wysławiamy) w ostatni dzień roku. W warunkach Górnego Śląska ten sam odpust, ze względu na niepamiętny zwyczaj, można uzyskać za odmówienie tzw. śląskiego Te Deum. Za odmówienie (bądź odśpiewanie) fragmentu hymnu (nie wszystkich jego zwrotek) przysługuje odpust cząstkowy.

## Te Deumw muzyce
Do tekstu hymnu muzykę napisało wielu kompozytorów. Najsławniejsze barokowe Te Deum skomponował Marc-Antoine Charpentier. Pod koniec XIX wieku monumentalne, symfoniczne Te Deum napisał m.in. Anton Bruckner, Hector Berlioz i Antonín Dvořák. Nie brakuje także utworów do tekstu tego hymnu, napisanych przez kompozytorów polskich. Oto niektóre kompozycje:

- Jan Pieterszoon Sweelinck – Te Deum (1619)
- Guillaume Bouzignac – Te Deum
- Marc-Antoine Charpentier:
  - Te Deum H.145 (1670),
  - Te Deum H.146 (1690),
  - Te Deum H.147 (1690),
  - Te Deum H.148 (1698-99)
- Jean-Baptiste Lully – Te Deum (1677)
- Henry Purcell:
  - Te Deum B-dur Z 230/1 (przed 1682),
  - Te Deum D-dur Z 232 (1694)
- Michel Richard Delalande – Te Deum (1684)
- Georg Friedrich Händel:
  - Te Deum D-dur (Utrecht Te Deum), HWV 278 (1713),
  - Te Deum D-dur (Caroline Te Deum), HWV 280 (1714),
  - Te Deum B-dur (Chandos Te Deum), HWV 281 (ok. 1718),
  - Te Deum A-dur, HWV 282 (1724),
  - Te Deum D-dur (Dettingen Te Deum), HWV 283 (1743)
- Jan Dismas Zelenka:
  - Te Deum d-moll ZWV 145 (ok. 1724),
  - Te Deum D-dur ZWV 146 (1731)
- Franz Joseph Aumann – Te Deum
- Wolfgang Amadeus Mozart – Te Deum C-dur, KV 141 (66b) (1769)
- Giovanni Battista Sammartini
  - Te Deum, J-C 114 (data kompozycji nieznana)
  - Te Deum, J-C 115 (1771)
- Hector Berlioz – Te Deum, Op.22 (1849)
- Anton Bruckner – Te Deum C-dur, WAB 45 (1881–84)
- Charles Gounod – Te Deum (1888)
- Antonín Dvořák – Te Deum, Op.103 (B.176) (1892, dla uczczenia pamięci Krzysztofa Kolumba)
- Giacomo Puccini – Te Deum z opery Tosca (1900)
- Zoltán Kodály – Te Deum (1936)
- Arvo Pärt – Te Deum (1984–1985, wersja ostateczna – 1992)[13]

Dziesiątki innych kompozycji można znaleźć na stronie Petrucci Music Library w kategorii „Te Deum”. Setki zeskanowanych partytur można też znaleźć na stronie BIblioteki Kongresu USA.

### Te Deumw muzyce polskiej
- Krzysztof Borek – Msza Te Deum laudamus (1573) – msza oparta na cantus firmus melodii gregoriańskiej hymnu Te Deum laudamus.
- Józef Kozłowski – Te Deum (1814–1815) dla uczczenia zwycięstwa Rosji w wojnie z Napoleonem
- Karol Kurpiński – Te Deum Laudamus na głos solo, chór i orkiestrę (1829)
- Ignacy Marceli Komorowski - Te Deum[14]
- Józef Elsner
  - Te Deum laudamus op. 39 (ok. 1825)
  - Te Deum laudamus op. 74 (1842)
- Roman Palester – Hymnus pro gratiarum actione (Te Deum) na chór dziecięcy, dwa chóry mieszane i zespół instrumentalny, dedykowane Janowi Pawłowi II (1979)[15]
- Krzysztof Penderecki – Te Deum (1979–1980)
- Marian Sawa
  - Te Deum na chór męski (1980)
  - Te Deum – Silesian Fantasy na organy (1986)[16]
- Stanisław Moryto – Te Deum (1995)
- Janusz Jędrzejewski – Te Deum (2000)
- Krzysztof Meyer – Te Deum (2006)
- Wojciech Kilar – Te Deum (2008) z okazji 90. rocznicy odzyskania niepodległości Polski.
- Adam Diesner - Kaszubskie Te Deum (2016) z tekstem br. Zbigniewa Joskowskiego OFMConv (2011) - pierwsze Te Deum w języku kaszubskim[17][18]
- Paweł Łukaszewski – Te Deum Polonia (2018) w stulecie rocznicy odzyskania niepodległości, na zamówienie prezydenta RP
- Krzysztof Herdzin – Te Deum Pamięci św. Jana Pawła II (2020)[19]

### Te Deumw muzyce popularnej
Te Deum trafiło także do muzyki popularnej. Znalazło się w repertuarze takich wykonawców polskich, jak Natalia Niemen, która nagrała Te Deum z zespołem New Life M. czy Piotr Baron, który nagrał Te Deum na płycie Sanctus, Sanctus, Sanctus (2008).
Włoski muzyk jazzowy, Giorgio Gaslini, nagrał płytę Sacred Concert. Jazz Te Deum (2000).
Muzykę do hymnu Te Deum skomponował też wybitny polski muzyk jazzowy, Leszek Możdżer (2011).